# Xerraire cendrós
El xerraire cendrós (Ianthocincla cineracea) és un ocell de la família dels leiotríquids (Leiothrichidae).

## Hàbitat i distribució
Habita el sotabosc dels boscos oberts, bambú i matolls dels Himàlaies, a l'est de l'Índia a les muntanyes Cachar, Manipur i Nagaland, oest i est de Myanmar i centre, sud-oest i sud-est de la Xina des del sud-oest de Kansu, sud de Shensi, Hupeh, Anhwei i Chekiang cap al sud fins Szechwan, nord-oest de Yunnan, Hunan i Kwantung.

## Taxonomia
Aquesta espècie era inclosa al gènere Garrulax fins a la creació del gènere Ianthocincla, arran els treballs de Cibois et al. 2018. El Handbook of the Birds of the World considera que aquesta espècie són en realitat dues:
- Garrulax cineraceus (sensu stricto) - xerraire cendrós occidental.[4]
- Garrulax cinereiceps (Styan, 1887) - xerraire cendrós oriental[5]